# Isaac Cruikshank
Isaac Cruikshank   (Edimburg, 5 d'octubre de 1764 - Londres, 1811 ↔ 16 d'abril de 1811) va ser un pintor i caricaturista escocès, conegut per la seva sàtira social i política.

## Biografia
Cruikshank era fill d'Andrew Crookshanks (c.1725 – c.1783), un antic inspector de duanes, desposseït pel seu paper en l'aixecament Jacobita de 1745 originari d'Edimburg, i d'Elizabeth Davidson (nascuda c.1725), filla d'un jardiner. Va néixer el 5 d'octubre de 1764 a Edimburg, on va ser batejat el 14 d'octubre de 1764. Isaac va créixer a la parròquia de New North Kirk a Edimburg després que la seva família si trasllades. Era el més petit dels germans i estava interessat en tota mena d'aficions, com ara l'esport i la música. Isaac va estudiar amb un artista local, possiblement John Kay (1742 – 1826).
El 1783, Cruikshank va deixar Escòcia per viatjar a Londres amb el seu mestre. Allà es va casar amb Mary MacNaughton (1769–1853) el 14 d'agost de 1788. La parella va tenir cinc fills coneguts, dos dels quals van morir en la infància. Una filla, Margaret Eliza (1808 – 1825), una artista prometedora, va morir als divuit anys de tuberculosi. Els seus fills Isaac Robert Cruikshank (1789 – 1856) i George Cruikshank (1792 – 1878), també es van convertir en artistes.

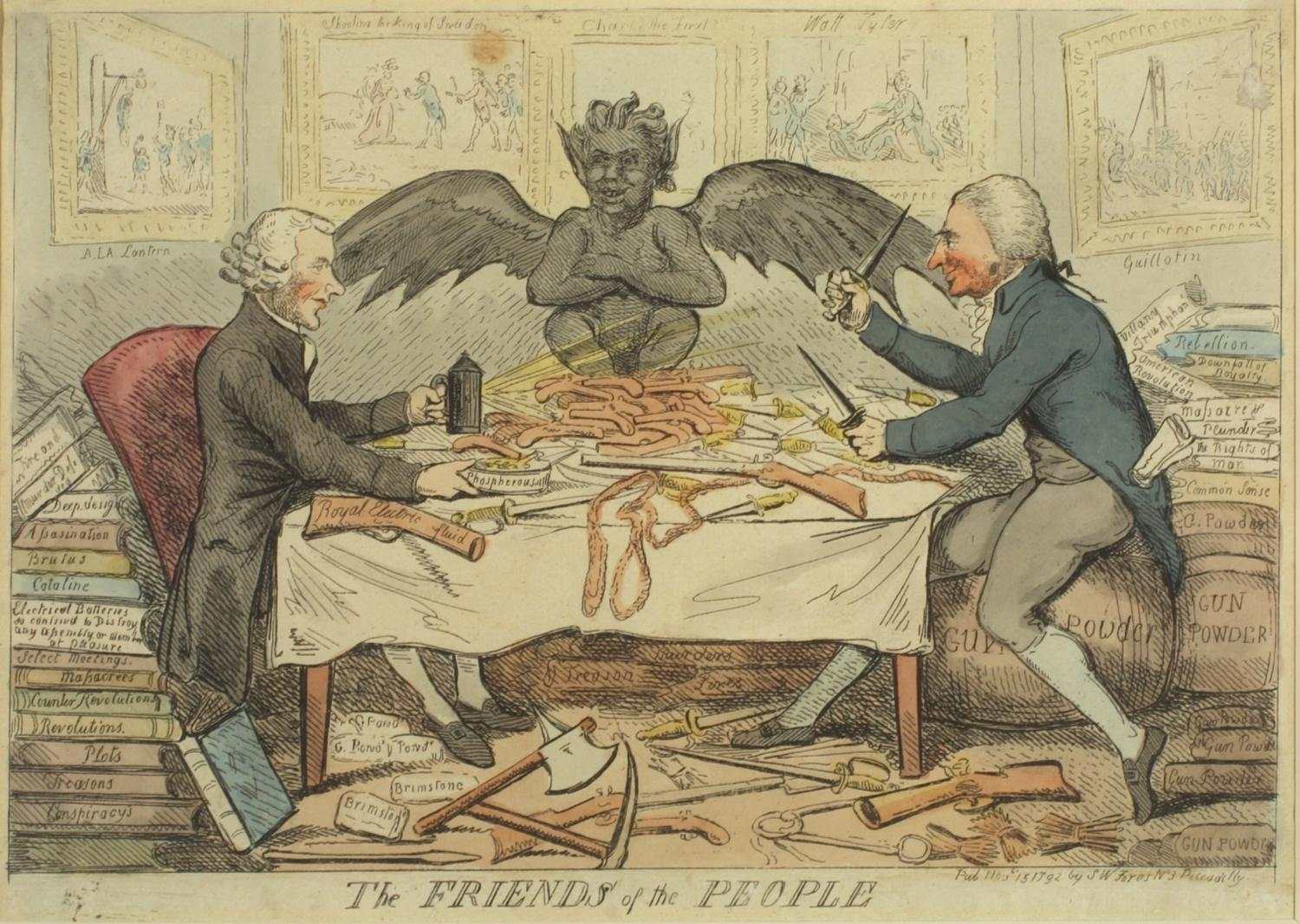
Els Amics del Poble, 15 de novembre de 1792, caricaturant Joseph Priestley i Thomas Paine, (Chemical Heritage Foundation Museum).

Les primeres publicacions conegudes de Cruikshank van ser gravats de "tipus" d'Edimburg de 1784. El seu primer aiguafort de caricatura anomenat Scotch Eloquence era de personatges d'Edimburg. Va produir il·lustracions per a llibres sobre el teatre, va fer el frontispici de Wittiticisms and Jests of Dr. Johnson (1791) i va il·lustrar l'extensa Zoologia general de George Shaw (1800–26). Es van exposar les seves aquarel·les, però per guanyar-se la vida va trobar més lucratiu fer gravats i caricatures. Va ser sensible al mercat, però ferm en la seva aversió per Napoleó i els radicals polítics britànics, inclosos, per exemple, els membres de la London Corresponding Society i la Society of the Friends of the People. Ell i James Gillray van desenvolupar la figura de John Bull, la representació nacionalista d'un sòlid yeoman britànic. Els seus Jocs Olímpics o John Bull presentant el seu nou ambaixador al gran cònsol i Boney a Brussel·les (tots dos de 1803) contrasten una capitulació europea implícita i un desafiament britànic sota l'amenaça d'una invasió.
A prop de l'inici de la seva fama l'any 1789, Cruikshank va produir diverses aquarel·les adaptades dels seus dibuixos anteriors i va estar exposada a la Royal Academy. L'editor John Roach era un amic i mecenes. Cruikshank més tard també va treballar amb el distribuïdor d'impremtes SW Fores i Johnny Fairburn. També va col·laborar amb GM Woodward, i més tard, amb el seu fill George. També va gravar i dissenyar bitllets de loteria i l'encapçalament de cançons de les partitures musicals.
Cruikshank va morir d'una intoxicació alcohòlica als quaranta-sis anys com a conseqüència d'un concurs de begudes, del qual va ser declarat guanyador. Està enterrat prop de casa seva a Londres.

## Protagonisme de la caricatura

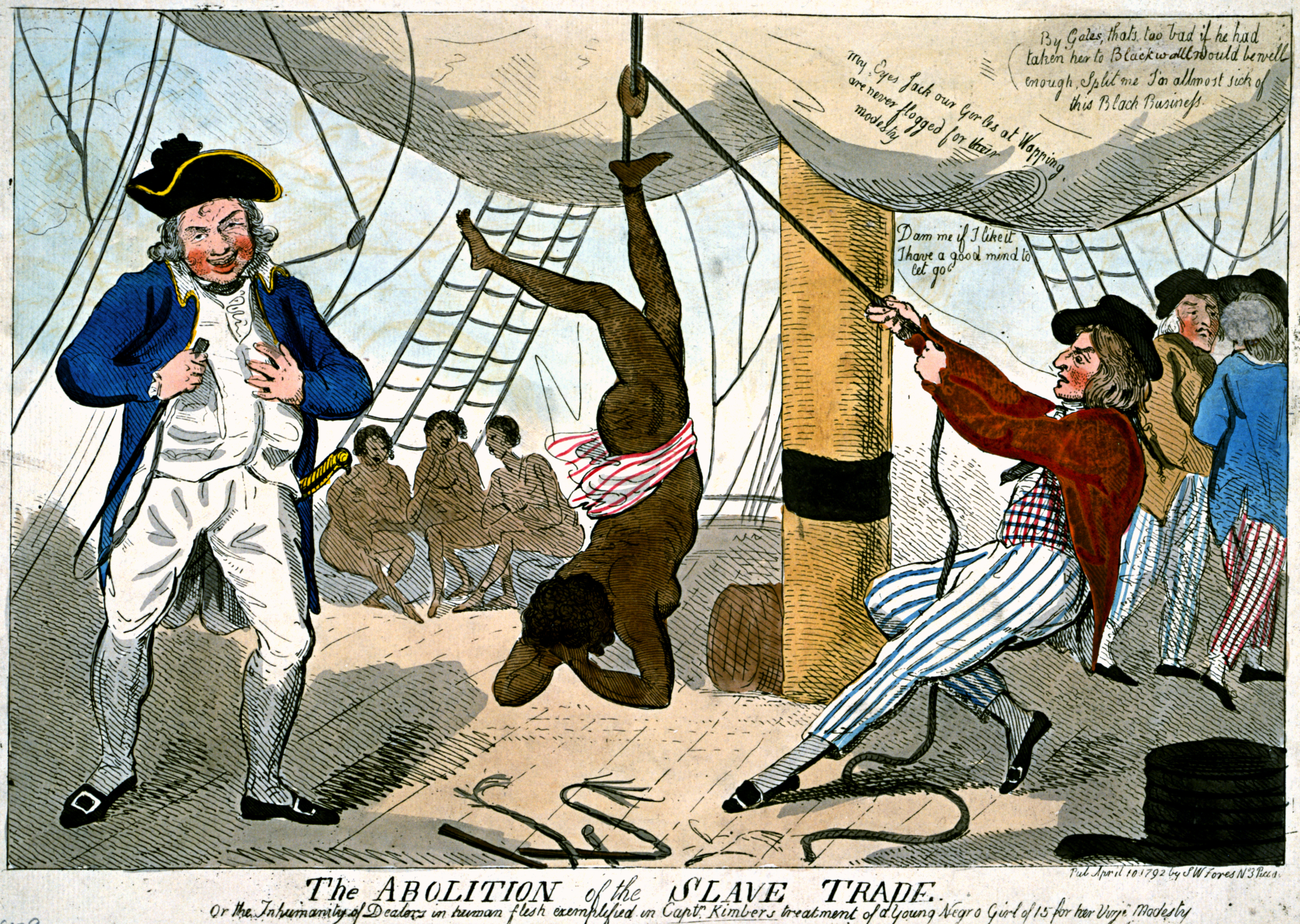
The Abolition of the Slave Trade (1792), la representació de Cruikshank del suposat assassinat d'una esclava per John Kimber, publicada el 10 d'abril de 1792

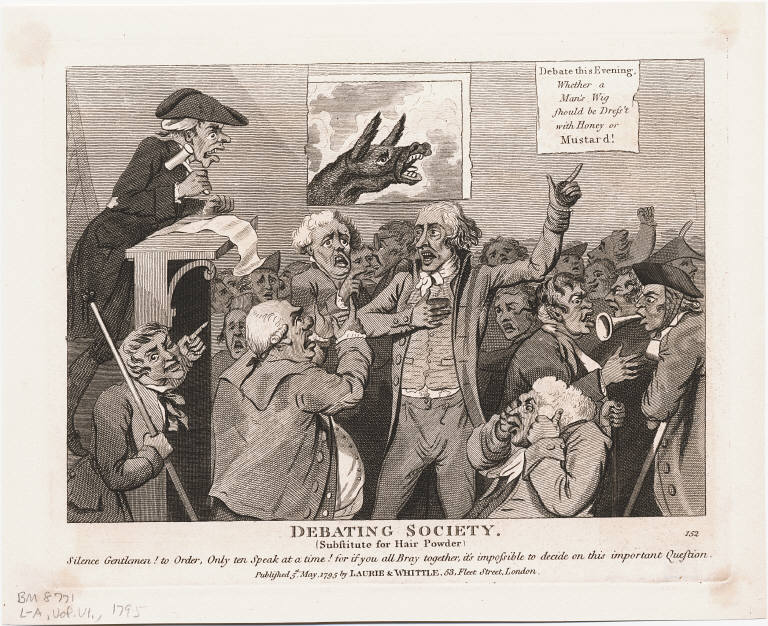
Isaac Cruikshank, Debating Society (substitut de la pols de cabell). Londres: Publicat per Laurie & Whittle, 5 de maig de 1795. Una referència al nou impost de William Pitt el Jove sobre la pols de cabell.

Durant el final del segle XVIII, hi va haver propaganda a causa de les turbulències polítiques a Europa, en particular la Revolució Francesa. La monarquia britànica estava sent criticada per la disbauxa durant aquest temps, ja que era un període de dificultats econòmiques i deutes. La caricatura política i la sàtira gràfica es van convertir en una sortida destacada per a la propaganda de masses per expressar perspectives contraposades sobre qüestions polítiques i econòmiques. La revolució va desencadenar sentiments i expressions de patriotisme cap als països d'origen dels artistes que van representar aportant una llum grotesca als enemics dels seus països.
Isaac Cruikshank, James Gillray i Thomas Rowlandson van ser considerats els principals caricaturistes durant aquest període, i van produir molts esbossos i gràfics populars que satiritzaven temes contemporanis. Els estils i la temàtica diferents d'aquests tres artistes destacats es van fer notables i es van estendre per tot Europa, tot i que també van adaptar i prendre en préstec imatges d'artistes menys coneguts. Els tres il·lustradors de vegades eren considerats rivals, ja que les seves idees sovint prenien posicions oposades en temes importants, tot i que de vegades col·laboraven en alguns treballs. Un tema comú a les obres dels tres artistes va ser la representació de la gula i el canibalisme destinat a representar l'explotació del poble per part de la monarquia, provocada pels efectes de la Revolució en l'economia de França. La seva obra, però, s'havia de publicar exclusivament a Gran Bretanya, ja que a França les lleis de censura estaven en un màxim històric.
El 1803, després que França declarés la guerra a Gran Bretanya, es van produir nombroses estampes patriòtiques centrades en el suport i la força per al front britànic. Cruikshank va ser un dels primers a il·lustrar Napoleó com una caricatura negativa a la seva obra Buonaparte a Rome Giving Audience in State (1797). El 1809, Cruikshank va crear Generals francesos que reben una càrrega anglesa, va atacar en gran part el príncep Frederic, duc de York pels seus escandalosos afers amb Mary Anne Clarke durant aquella època.

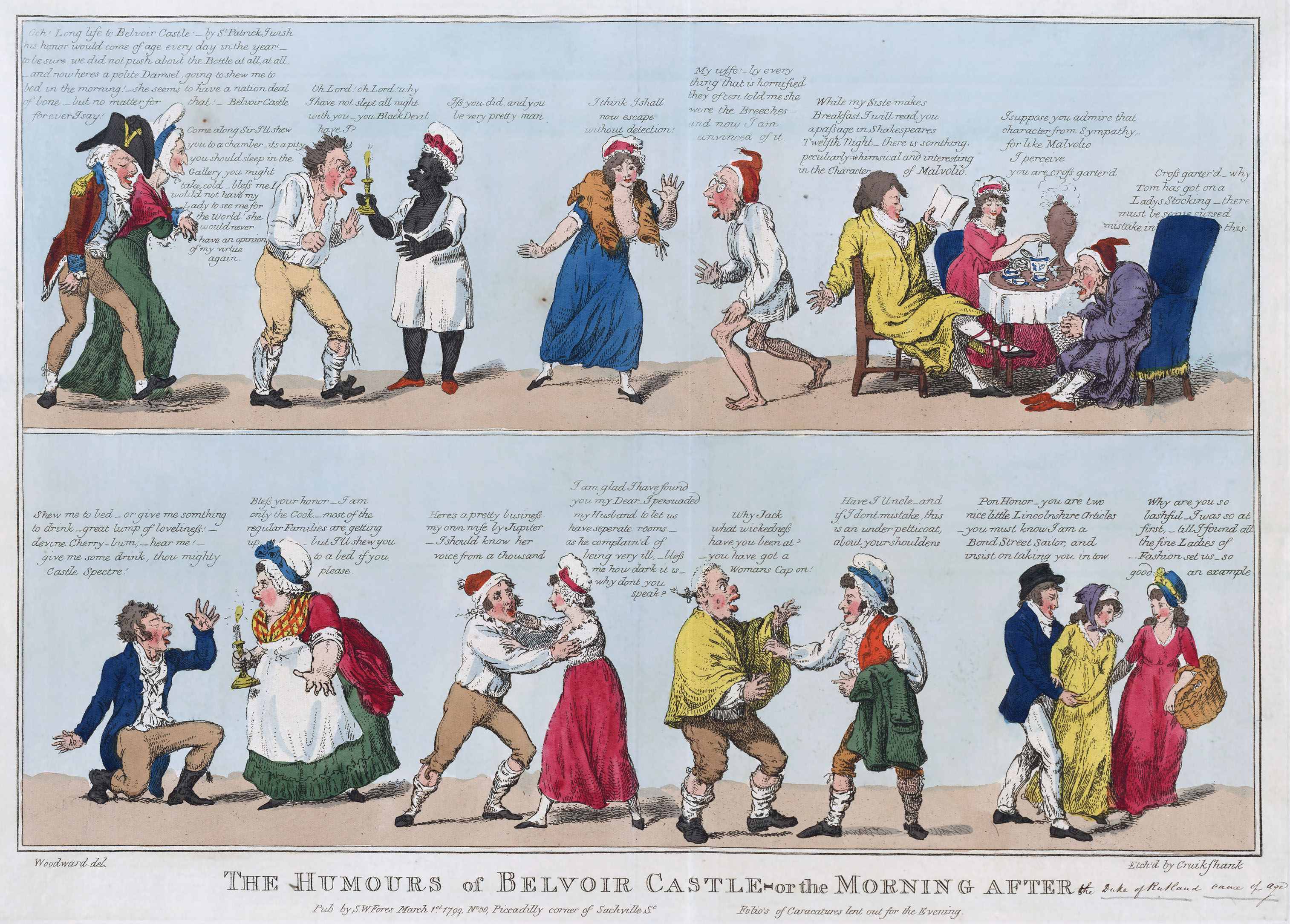
"Els humors del castell de Belvoir -- o el matí després", un gravat de caricatura anglesa de l'1 de març de 1799 que mostra les conseqüències d'una nit de disbauxa de classe alta en una gran mansió rural, que marca la celebració de la majoria d'edat del propietari.

## Llegat
El contemporani de James Gillray i Thomas Rowlandson, Cruikshank va formar part del que s'ha anomenat "l'edat d'or de la caricatura britànica". Alguns han anomenat la seva obra "desigual" però, en el millor dels casos, va proporcionar una visió vívida de les preocupacions culturals i polítiques dels britànics durant les dècades del tombant del segle XIX. Era un aquarel·lista àvid i hàbil, i tenia un "agut sentit de l'humor", tot i que els seus èxits durant la seva curta vida van patir els majors èxits i "la carrera més prolongada del seu fill talentós."
Es creu que hi ha almenys 345 originals creats per Isaac Cruikshank entre 1793 i 1800 que es troben a la col·lecció del Museu Britànic. EB Crumbier va crear un catàleg d'unes 1350 imatges que Cruikshank va produir durant la seva vida. A la Huntington Library, Califòrnia, també hi ha una col·lecció dels seus dibuixos a l'aquarel·la.
Cruikshank, com el seu fill Isaac Robert Cruikshank i el seu fill més famós George Cruikshank, va ser un pioner en la història del còmic mitjançant la creació de diversos dibuixos animats que fan ús de seqüències narratives i/o bafarades.

## Exemples de la seva obra

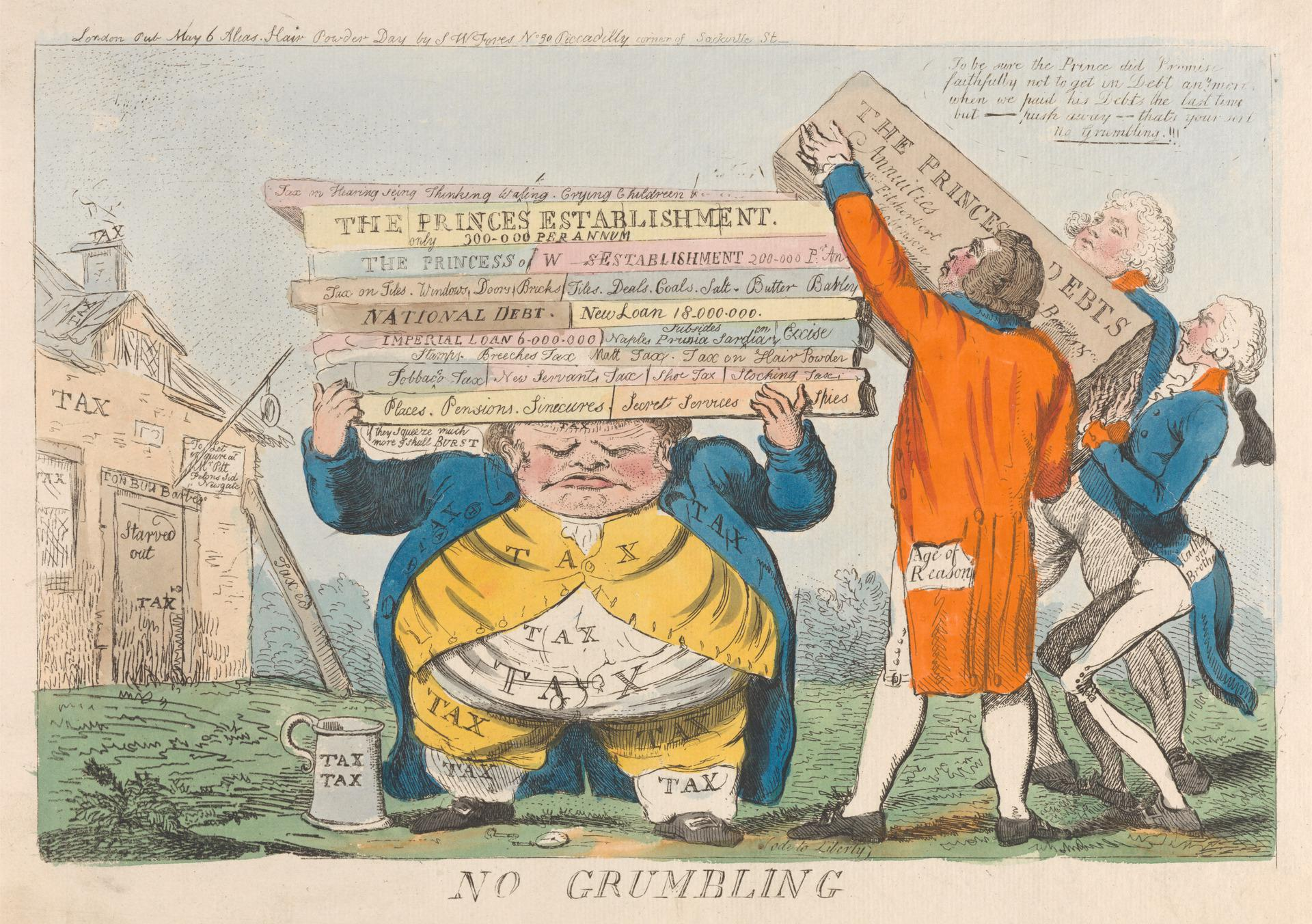
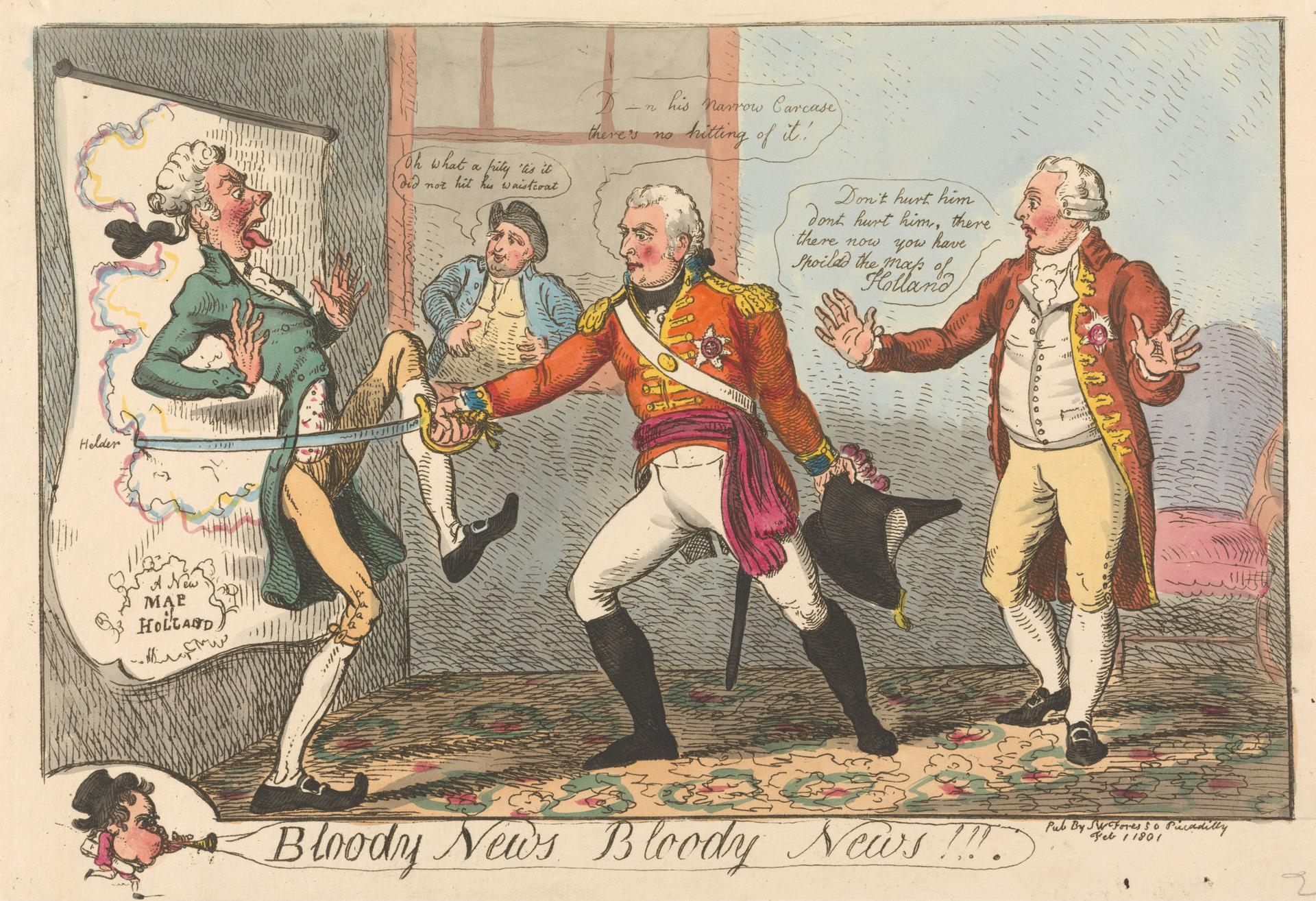
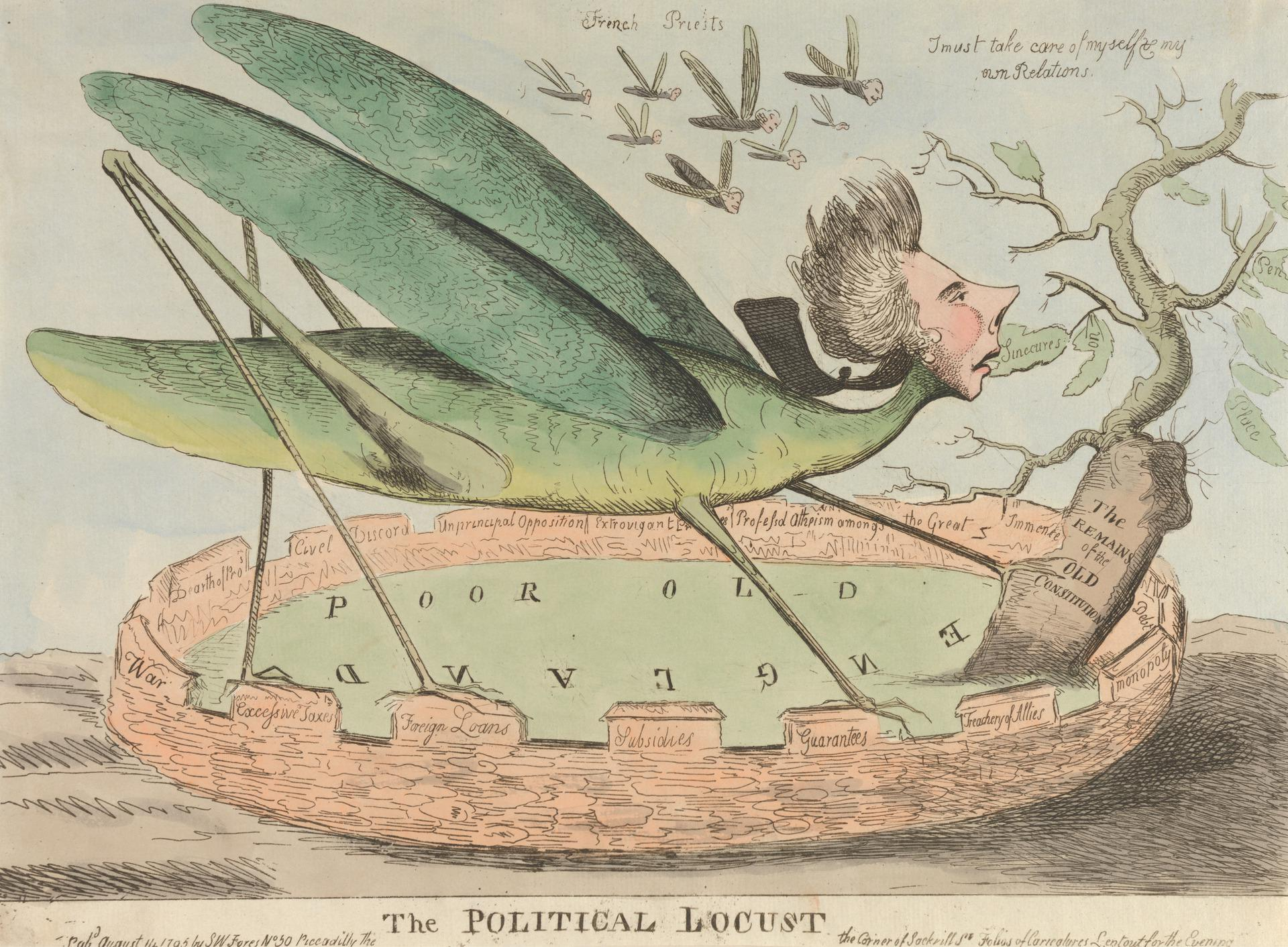
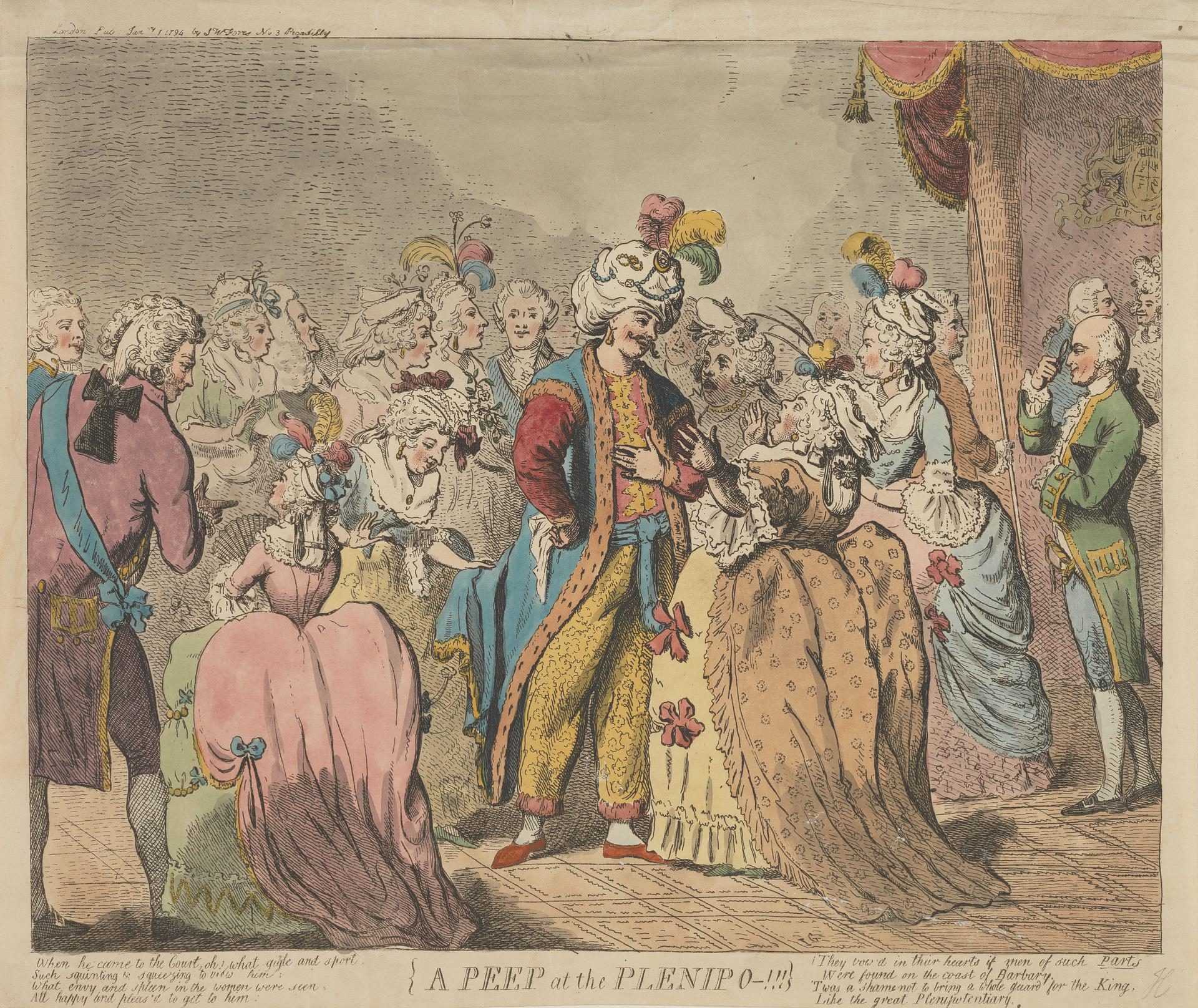
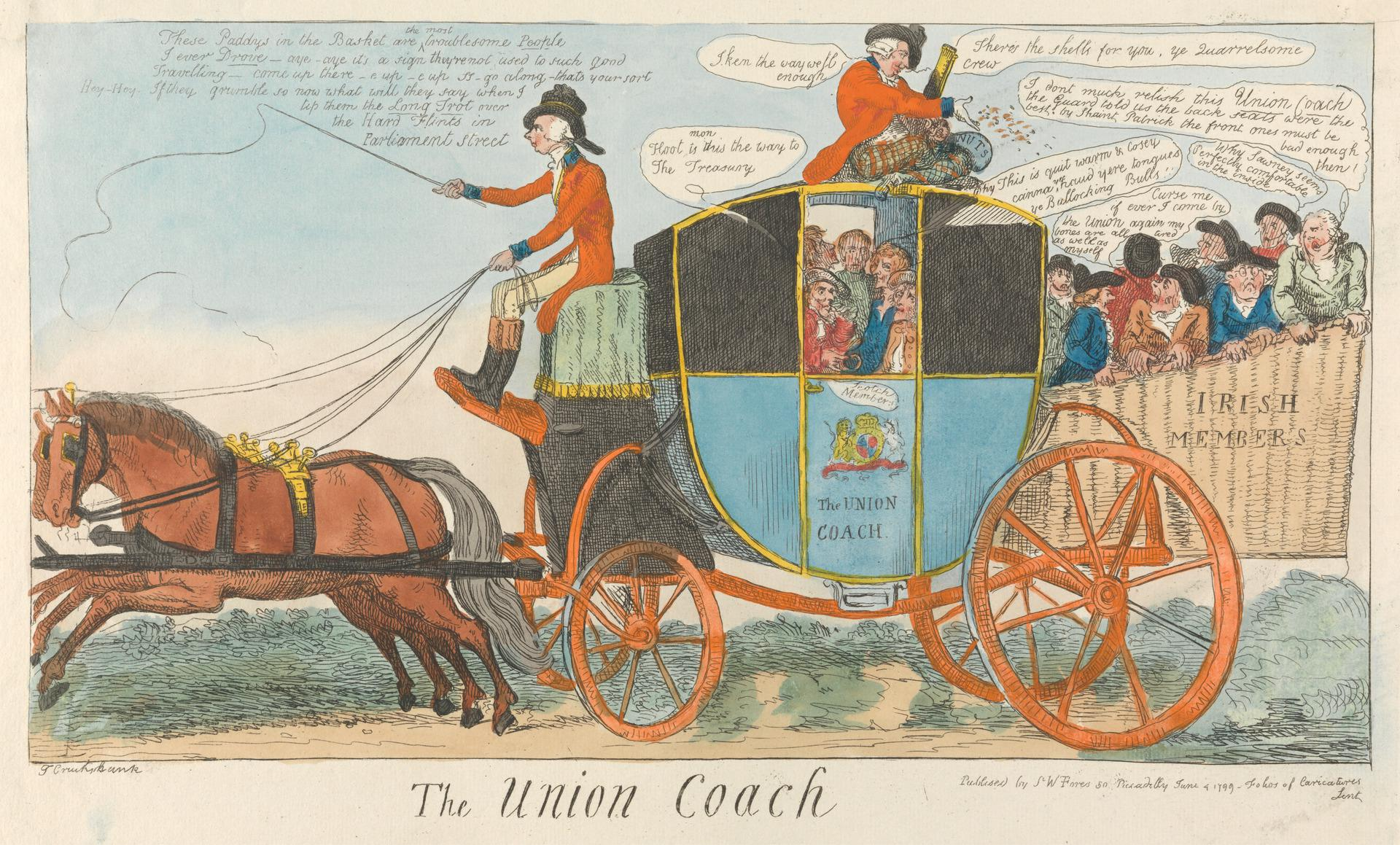
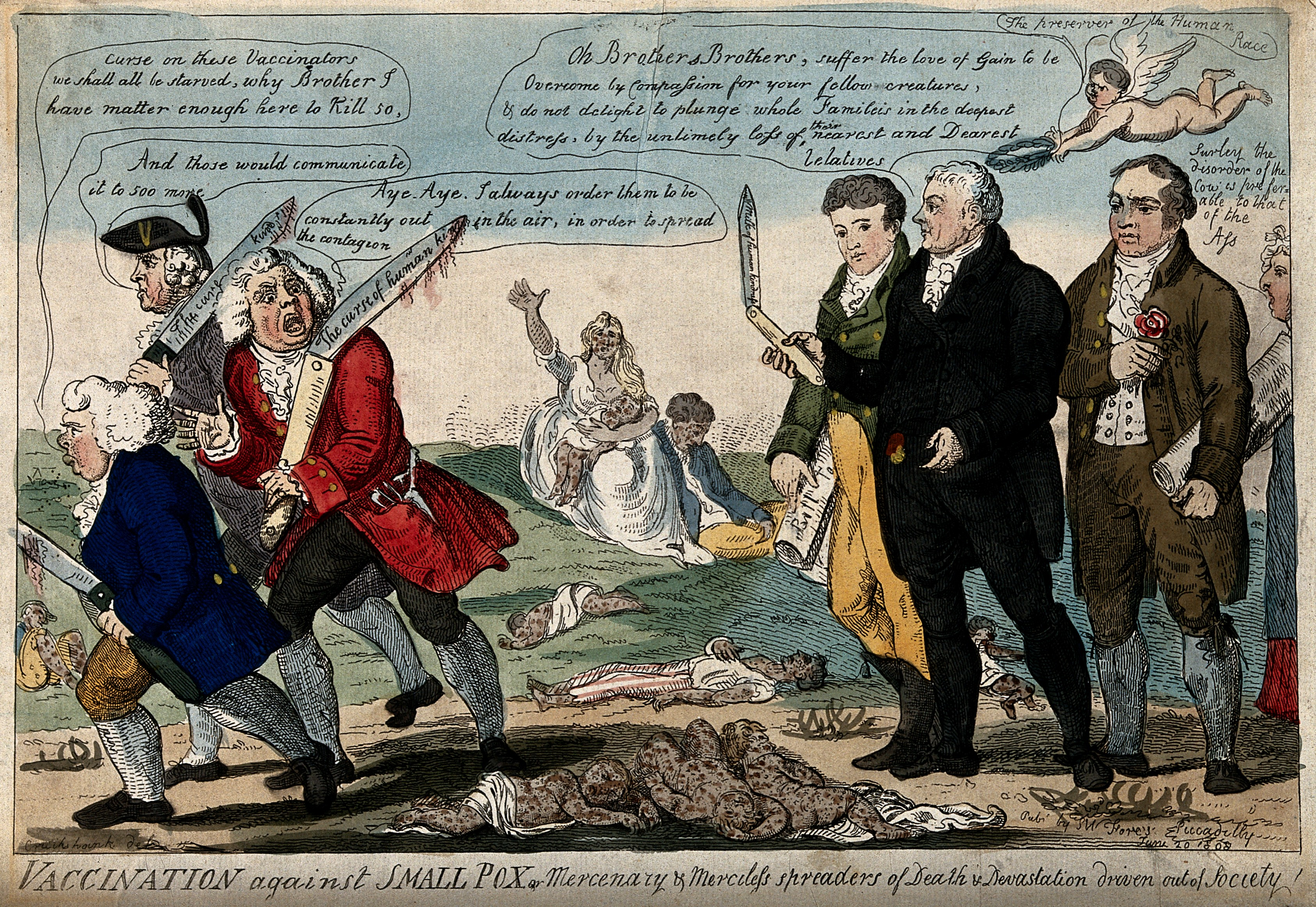
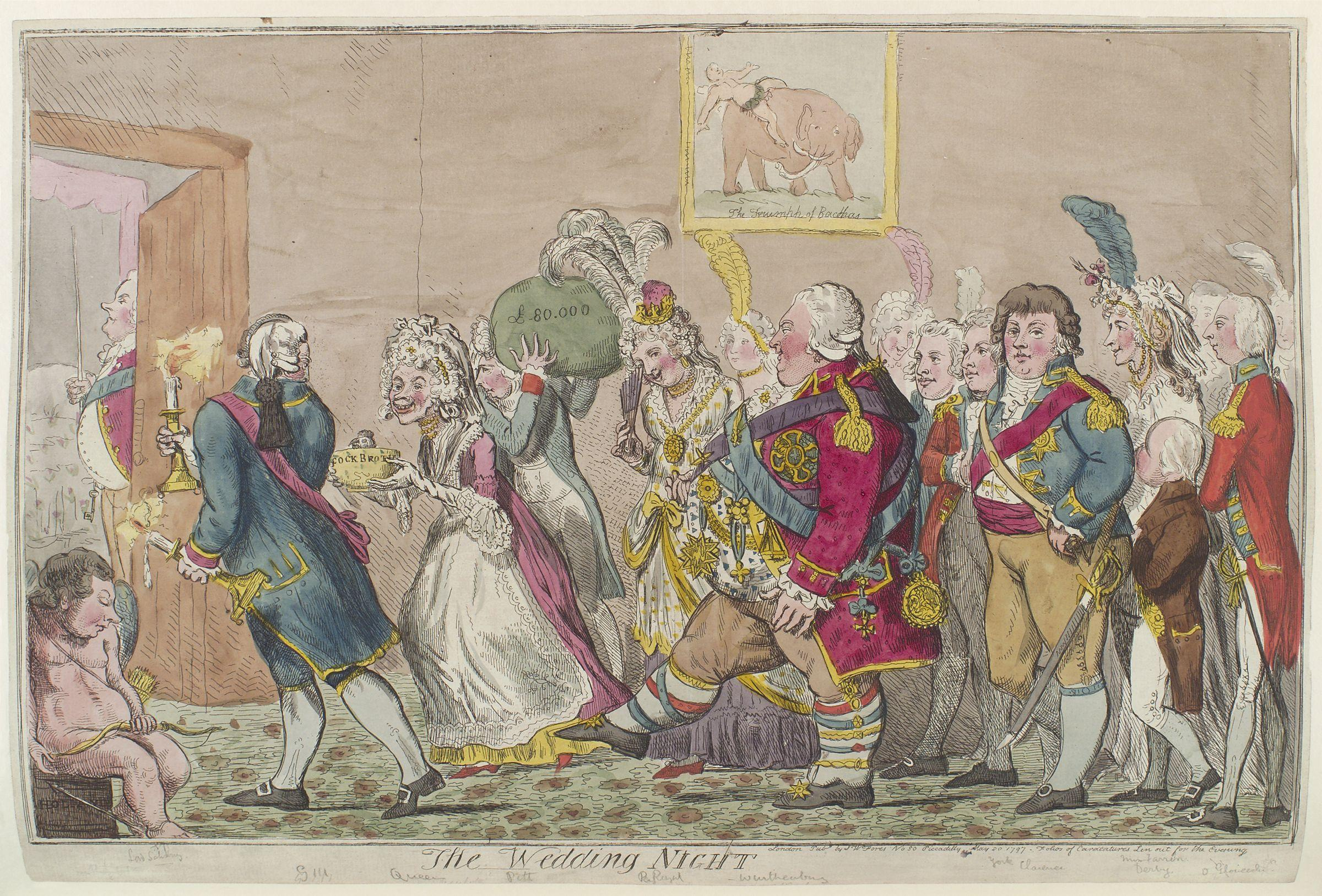
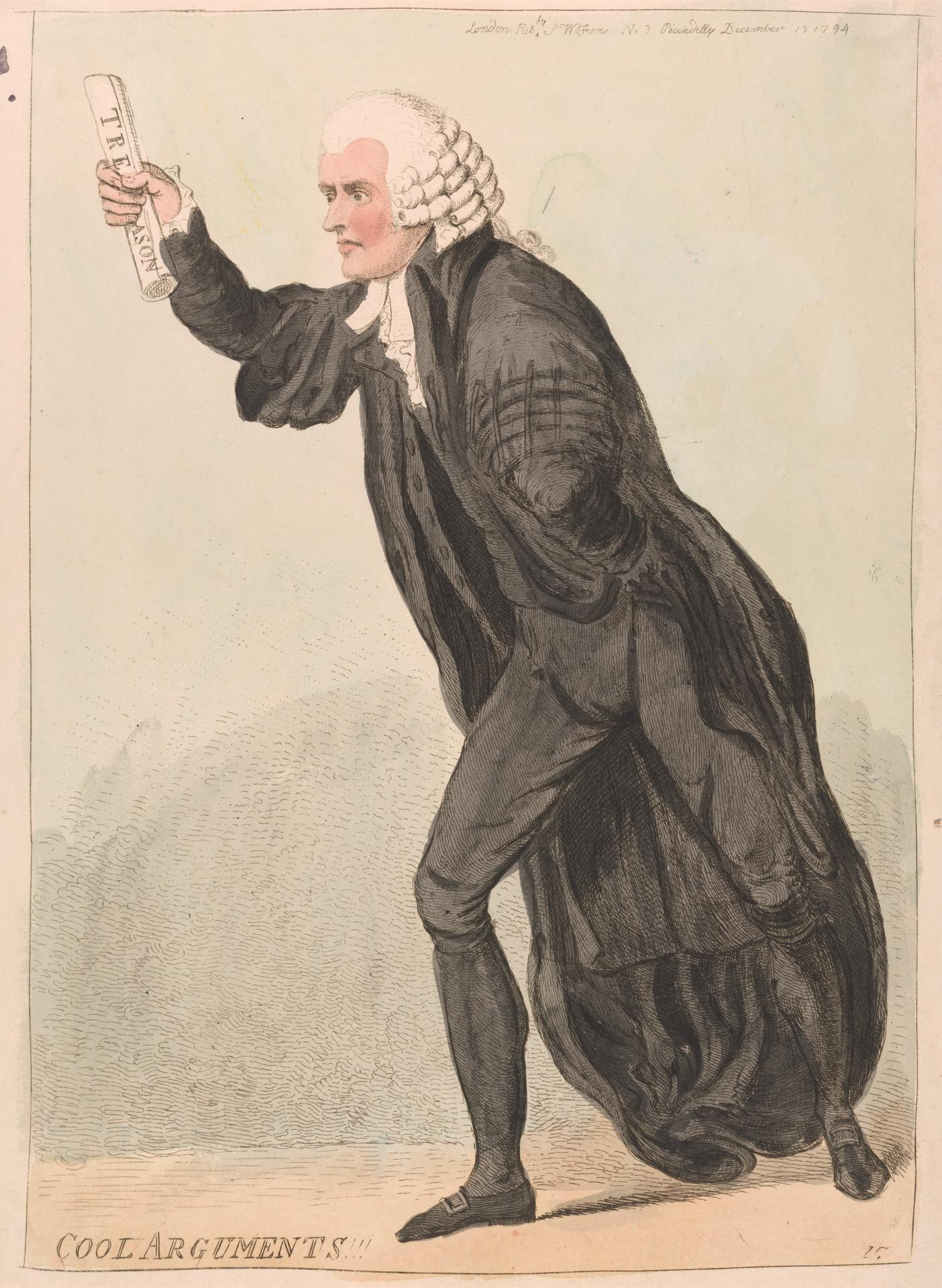
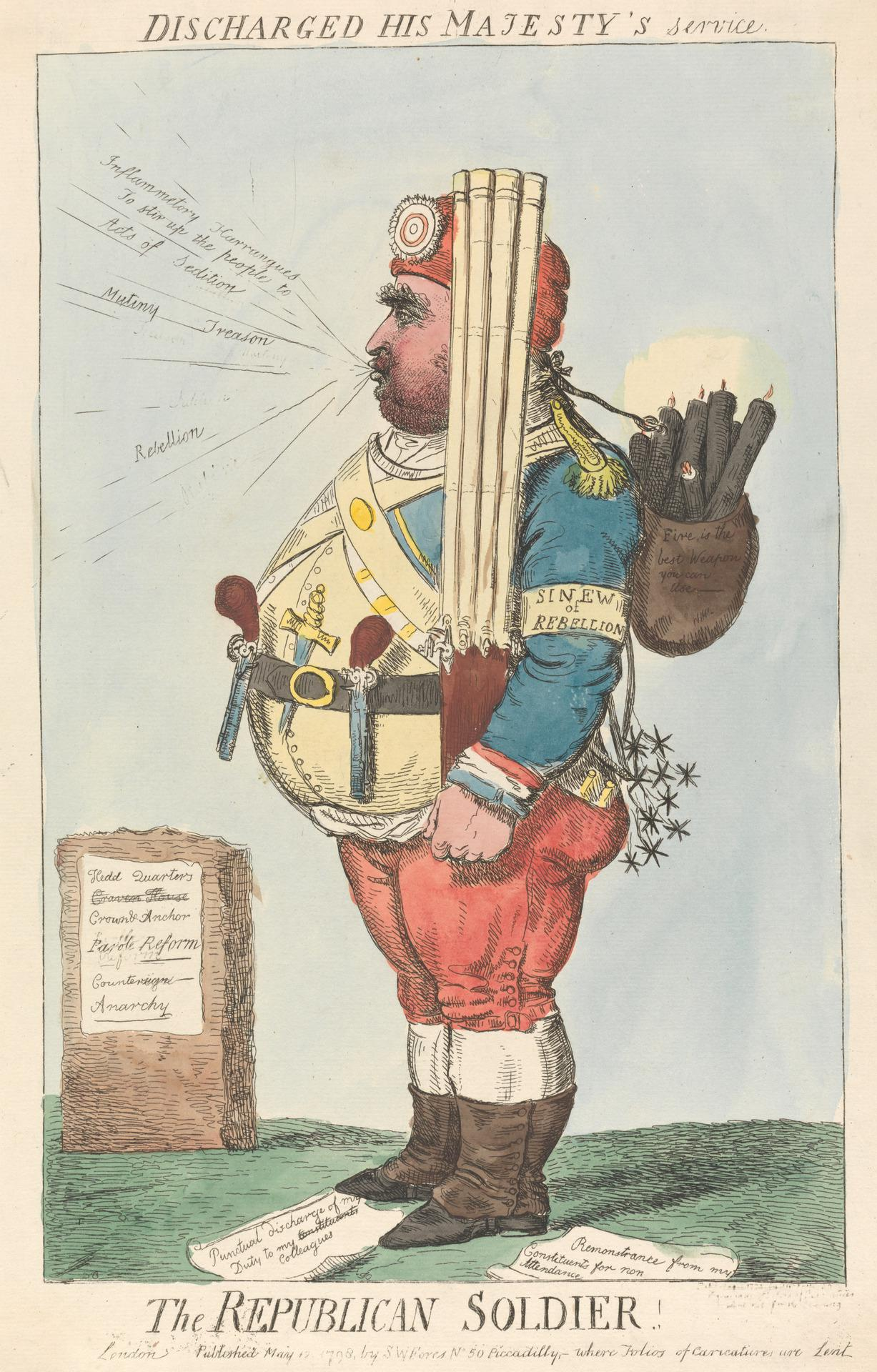
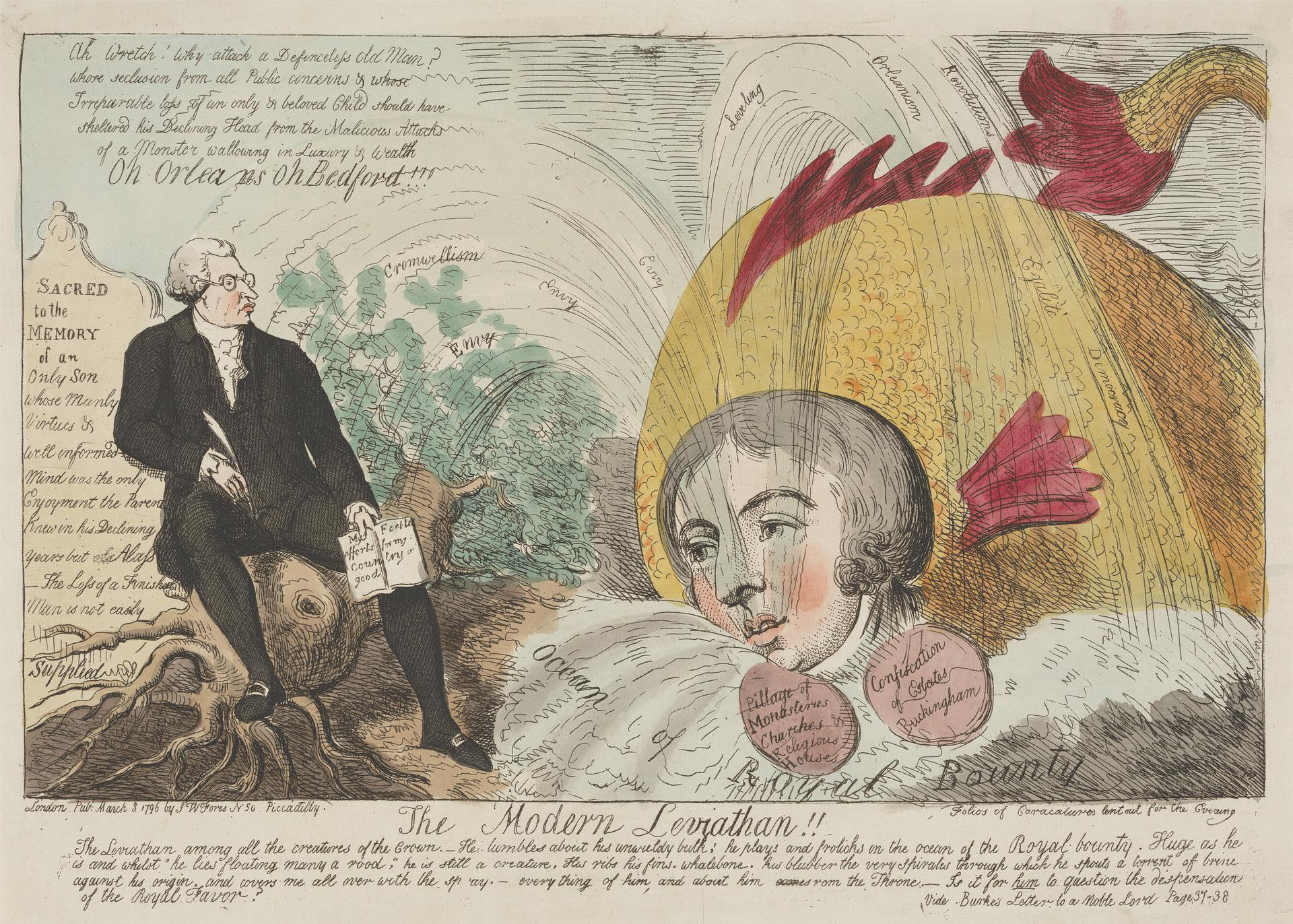
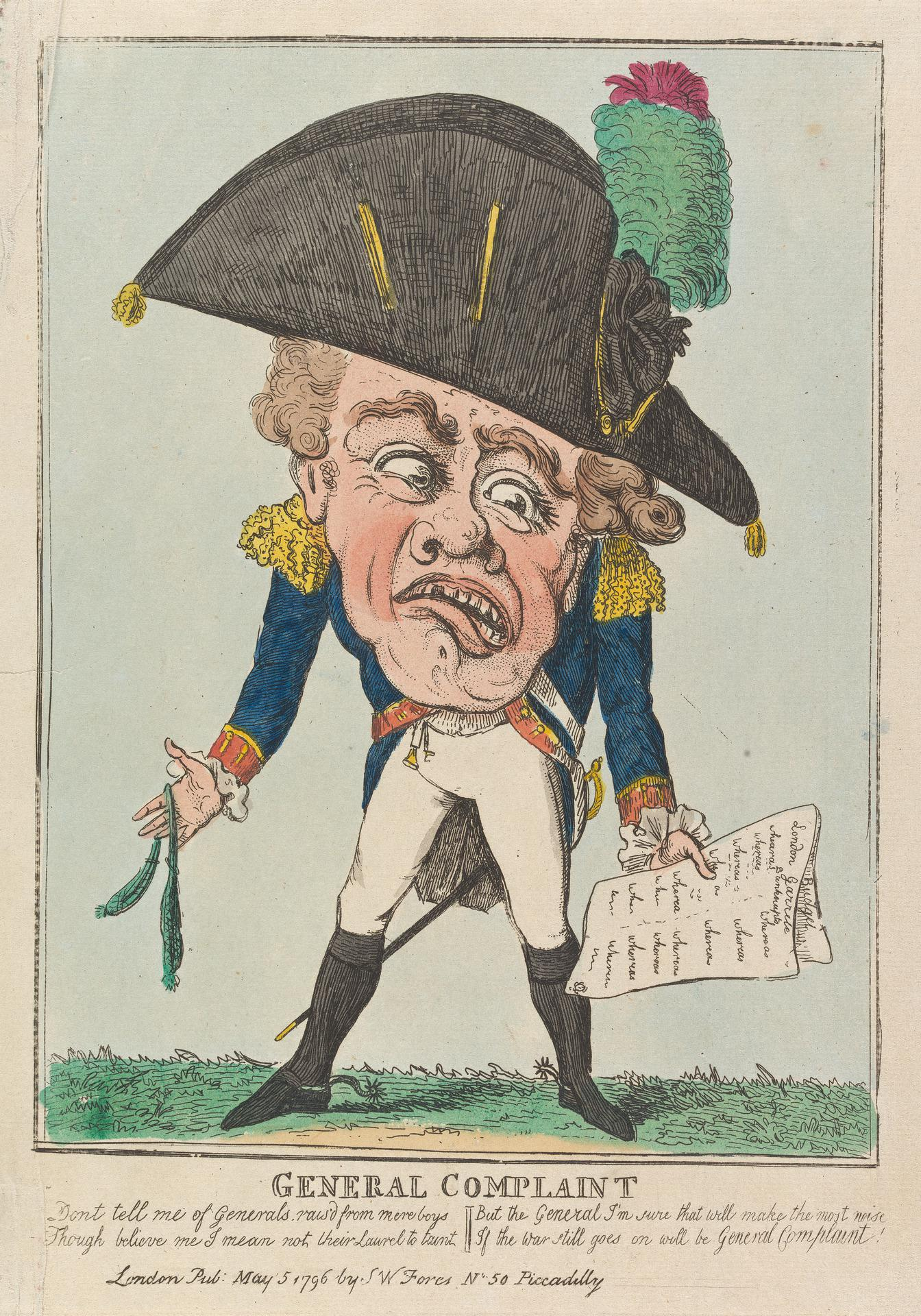
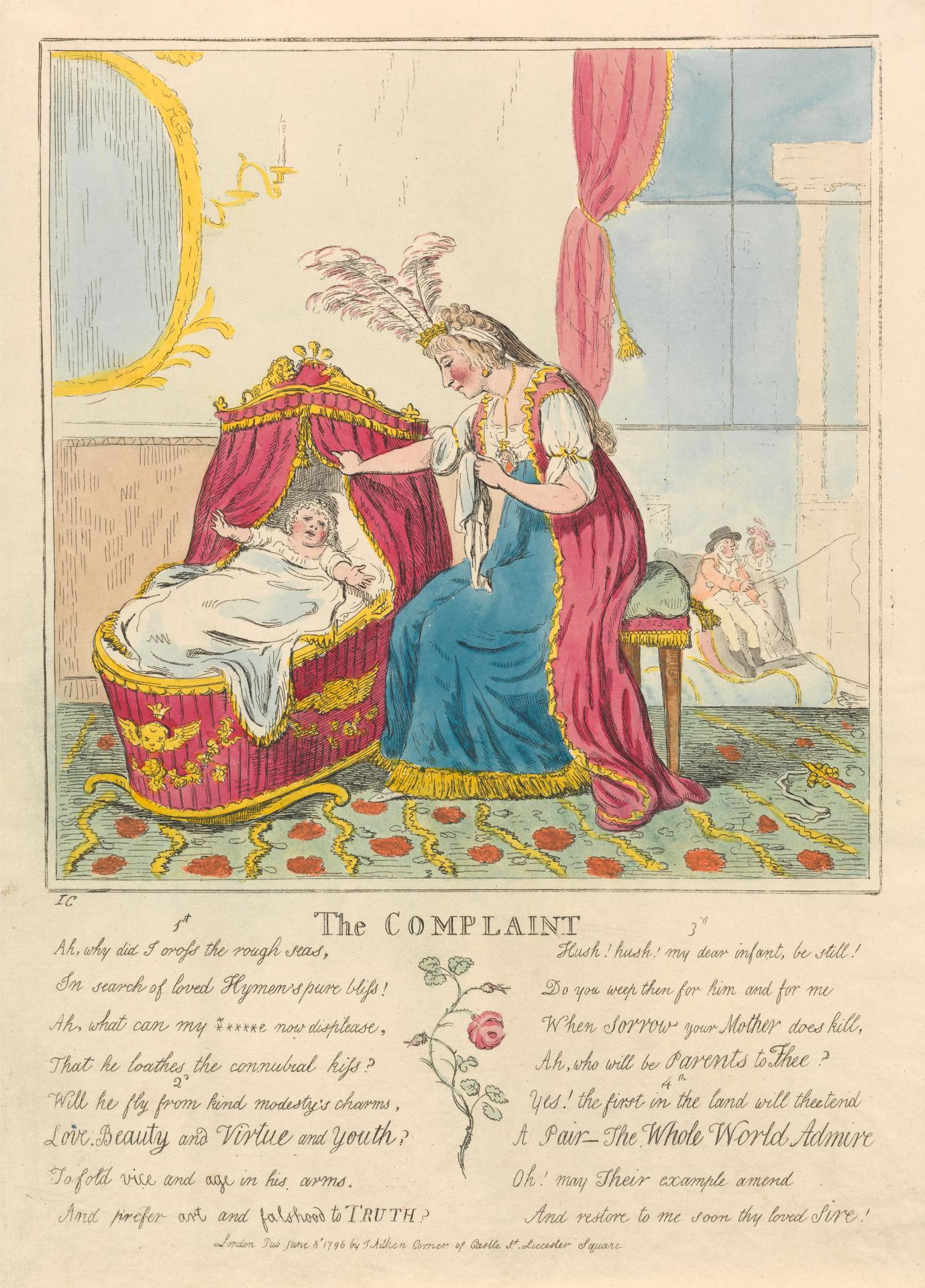